# واين روني
واين مارك روني (بالإنجليزية: Wayne Mark Rooney؛ مواليد 24 أكتوبر 1985) مدرب كرة قدم إنجليزي، ولاعب كرة قدم سابق، يُدرب حاليًا نادي دي.سي. يونايتد في الدوري الأمريكي.
روني هو ثاني الهدَّافين التَّاريخيين لمنتخب إنجلترا بعد هاري كين، وذلك بعد تسجيلِه برصيد 53 هدفًا.

## مسيرته

### البدايات
بدأ روني مسيرته مع نادي إيفرتون وابتداءً في فريق الشباب حين إنضم للفريق وهو في العاشره من العمر، وشارك مع فريق الشباب لسنوات حتى صعد للفريق الأول، وقد شارك في أول لقاء رسمي له في عام 2002، وسجل كذلك أول هدف في نفس العام ليصبح أصغر لاعب في تاريخ الدوري الإنجليزي يسجل بالبطولة، وأصبح بشكل سريع بعد ذلك ضمن الفريق الأساسي للفريق وشارك مع الفريق لمدة موسمين، وقبل موسم 2004/2005 انتقل إلى مانشستر يونايتد، بصفقة كانت تقدر بـ 25.6 مليون جنيه إسترليني، وكان ويعد لحد الآن أفضل أبرز لاعبي الفريق ومن أهم اللاعبين في صفوف الفريق، وفاز مع الفريق بالعديد من البطولات، أبرزها الدوري الإنجليزي ودوري أبطال أوروبا وكأس إنجلترا، واختير كأفضل لاعب ناشئ من قبل الجمعية الإنجليزية للاعبين المحترفين. وكان روني قد بدأ مسيرته مع المنتخب الإنجليزي في نفس العام 2003 حين شارك في بطولة كأس أوروبا 2004، حتى حقق رقم أصغر هداف بتاريخ البطولة، وكذلك شارك في كأس العالم 2006.

### إيفرتون
تبين إخلاص روني لفريقه إيفرتون، منذ أن كان في الفريق تحت الـ 17 وقع عقداً احترافياً مع الفريق، وكان يحصل أسبوعياً على 80 جنيه إسترليني أسبوعياً مع عائلته، وفي 19 من أكتوبر 2002 وقبل أن يصبح روني في الـ 17 بالعمر بخمسة أيام شارك في لقاء مهم للفريق أمام نادي آرسنال، واستطاع التسجيل في المرمى وقياده فريقه لتحقيق الفوز، ليكسر الفريق رقم نادي آرسنال بذلك الوقت بعدم الخسارة لمدة ثلاثين لقاء، وبعد ذلك الهدف أصبح روني أصغر لاعب بتاريخ الدوري الإنجليزي يسجل بالبطولة، وهذا اللقب الذي كان لدى كل من جيمس ميلنر وجيمس فاغان في السابق، وبعد نهاية موسم 2002/2003 كرم من قبل هيئة الإذاعة البريطانية كأفضل لاعب شاب بالبطولة، وفي نهاية موسم 2003/2004 أشار روني بأنه يريد المشاركة في البطولات الأوروبية الكبيرة، حيث أن فريقه أنهى الموسم الذي سبق هذا بالمركز السابع، ولم يستطع المشاركة في بطولة كأس الإتحاد، بينما في الموسم الذي يليه أنهى الفريق الدوري بالمركز الـ 17، بعيداً عن المراكز الأولى.
وفي أغسطس من عام 2004 أشار وكيل أعمال اللاعب بأن روني رفض عقداً من إدارة فريقه يمتد لمدة ثلاثة سنوات وبراتب يقدر بـ 12000 جنيه إسترليني أسبوعياً، مما جعل بعد ذلك يتنافس كل من نادي مانشستر يونايتد ونيوكاسل بالتعاقد مع اللاعب، وأشارت صحيفة " The Times " بأن نادي نيوكاسل كان قريباً جداً من التعاقد مع اللاعب بعرض يقدر بـ 18.5 مليون جنيه إسترليني وهذا ما أكده وكيل أعمال اللاعب، لكن إدارة مانشستر يونايتد دخلت الصراع واستطاعت التعاقد مع اللاعب بنهاية الشهر بعرض يقدم بـ 25.6 مليون جنيه إسترليني، بعد أن توصلت إدارة المان لاتفاق مع إدارة إيفرتون، وتعتبر تلك الصفقة أكبر صفقة تحدث للاعب أصغر من 20 سنة، حيث أن روني كان في الـ18 من العمر عندما ترك إيفرتون.

### مانشستر يونايتد
شارك روني في أول لقاء مع نادي مانشستر يونايتد في 28 سبتمبر 2004، في لقاء أمام نادي فنربخشة في بطولة دوري أبطال أوروبا، وانتهت المباراة بفوز المان يونايتد بـ 6-2، واستطاع روني خلال المباراة تسجيل ثلاثة أهداف وصناعة هدف واحد، وذلك في أول لقاء رسمي له باللون الأحمر (لون فريقه)، وفي نفس الشهر وفي نفس البطولة دوري أبطال أوروبا أمام نادي فياريال طرد روني في اللقاء بعد أن تهجم على الحكم وضربه، وذلك بعد أن احتسب الحكم ضربة حرة ضد روني، ليقوم الحكم بطرد روني من اللقاء، ويذكر بأن اللقاء انتهى بالتعادل السلبي، وشهد الموسم الثاني لروني مع نجاحاً كبيراً إذ أنهى الموسم برصيد 19 هدفًا في 48 مباراة، وتم ترشيحه لجائزتي السير مات بازبي لأفضل لاعب في العام من قبل المشجعين وجائزة أفضل لاعب ناشئ من قبل الجمعية الإنجليزية للاعبين المحترفين (للعام الثاني على التوالي) عن طريق زملائه من اللاعبين في إنجلترا، واستطاع أن يسجل 23 هدفًا مع اليونايتد في هذا العام، حيث تمكن الشياطين الحمر من الفوز بكأس كارلينج وأول لقب إنجليزي بعد ثلاث سنوات إذ ان أول لقب له مع مانشستر يونايتد كان في ذلك العام (2006)، وكانت البطولة هي كأس إنجلترا، وفي نهائي البطولة الفريق واجه نادي ويغان أثليتك، واستطاع المان الفوز بالمباراة بأربعة أهداف مقابل لا شيء، وبعد المباراة فاز روني بجائزة أفضل لاعب بالمباراة، أما في بطولة الدوري الإنجليزي، ففريق روني لم يستطع تحقيق الفوز بالبطولة وذلك بعد أن خسر من نادي تشلسي بثلاثة أهداف مقابل لا شيء بذلك الموسم، وأنهى الموسم بالمركز الثاني، وخلال موسمه الأول شارك روني في 43 لقاء سجل من خلالهم 17 هدف في كل البطولات، وفي بطولة أمستردام الودية في عام 2006، طرد روني في إحدى المباريات أمام نادي بورتو البرتغالي، وذلك بعد أن ضرب مدافع بورتو بذلك الوقت بيبي بمعصمه، وقرر بعد ذلك الاتحاد الإنجليزي بإيقاف اللاعب لمدة ثلاثة مباريات، وذلك ما وضحه الحكم رود بوسين في الصفحة الـ23 من تقرير المباراة، وطالب بعد ذلك روني من الاتحاد الإنجليزي إزاله الإيقاف، خصوصاً أن الحادثة كانت في بطولة ودية، لكن الاتحاد لم يتمكن من عمل أي شيء.
و في منتصف موسم 2006/2007 روني عدل رقمه بعدم التسجيل بعشرة مباريات متتالية بثلاثة أهداف سجلها أمام نادي بولتون، وبعد ذلك جدد عقده مع نادي مانشستر يونايتد، حتى وقع بعقد يربطه مع الفريق إلى عام 2012 في نهاية شهر إبريل، وكذلك سجل هدفين بمرمى روما بالذهاب والإياب في بطولة دوري أبطال، حيث أن نتيجة المباراتين النهائية كانت " 8-3 " للمان، وفي الدور الذي يليه سجل هدفين على نادي ميلان الإيطالي بنفس البطولة في لقاء الذهاب، لكن في لقاء الإياب خسر الفريق من نادي ميلان بثلاثة أهداف، ليخرج نادي مانشستر يونايتد من البطولة، لكن بعد تسجيله الهدفين أمام الميلان، عادل روني زميله كريستيانو رونالدو بعدد الأهداف في كل البطولات بذلك الوقت، قبل أن يسبقه كريستيانو لاحقاً، وحقق روني بذلك الموسم " 2006/2007 " أول لقب دوري إنجليزي له في مسيرته مع المان، وفاز بعدها ببطولة الدرع الخيري.
و قبل بداية موسم 2007/2008، وتحديداً بعد نهاية الموسم الذي سبقه، أعلنت إدارة نادي مانشستر يونايتد بأن النجم الإنجليزي واين روني حصل على رقم 10 بالفريق، وذلك بعد أن كان الرقم للنجم فان نيستلروي الذي ترك الفريق قبل سنة من ذلك الوقت، وتم تقديم روني بذلك الرقم للإعلام بتواجد أحد نجوم المان السابقين وهو دينس لاو، حيث أن دينس يعتبر أحد أساطير الفريق، وكان تقديم روني لرقمه الجديد في 28 من يونيو 2008، حيث يذكر أنه كان يرتدي رقم 8 سابقاً، وفي 12 من أكتوبر 2008، تعرض روني لإصابة في قدمه اليمنى، وهذه كانت بنفس إصابته التي تعرض لها في عام 2004، وجعلته تلك الإصابة يغيب عن الملاعب لمدة ستة أسابيع، حتى عاد في لقاء الفريق أمام روما في بطولة دوري أبطال أوروبا في دور المجموعات في 2 أكتوبر، واستطاع روني تسجيل هدف واحد في اللقاء قاد المان للفوز في المباراة بنتيجة 1-0، وبعد مرور شهر كامل لعودته من إصابته السابقة، تعرض روني لإصابة أخرى في الكاحل في نوفمبر خلال تدريبات الفريق، وغاب لمدة أسبوعين، وعاد بعد ذلك أمام نادي فولهام في 3 ديسمبر، حيث فاز المان بثلاثة أهداف مقابل لا شيء، وشارك روني لمدة 70 دقيقة فقط، وكانت عدد المباريات التي غابها روني طوال ذلك الموسم تقدر بعشرة مباريات، وأنهى موسم 2007/2008 بتسجيل 18 هدف، وخلال ذلك الموسم روني استطاع تحقيق مع فريقه لقب الدوري الإنجليزي، وكذلك دوري أبطال أوروبا بعد تغلب فريقه على نادي تشلسي الإنجليزي في النهائي، وفي موسم 2008/2009، وتحديداً في 6 أكتوبر وفي لقاء الفريق أمام بلاكبيرن نجح وين روني في التسجيل في خمس مباريات متتالية في الدوري الإنجليزي، كما أنه حقق مع الفريق بطولة كأس العالم للأندية وفاز روني بالبطولة بلقب أفضل لاعب بها. أصبح روني أصغر لاعب في تاريخ الدوري الإنجليزي يشارك بـ 200 لقاء، وخلال لقاء الفريق أمام ويغان الذي انتهى بخسارة المان بهدف مقابل لا شيء، تعرض روني لإصابة خلال تلك المباراة ودخل بدلاً من الأرجنتيني كارلوس تيفيز، الذي تعرض لإصابة أيضاً في المباراة لكنه شارك لنهاية الموسم، وبسبب تلك الإصابة روني غاب عن بعض اللقاءات المهمة في كأس إنجلترا والدرع الخيري وأربعة لقاءات بالدوري، وخلال ذلك الموسم حقق روني للمرة الثالثة على التوالي لقب الدوري الإنجليزي، وبنفس الموسم وصل فريقه لنهائي دوري أبطال أوروبا وللمرة الثانية على التوالي، لكن الفريق خسر في نهائي البطولة أمام برشلونة الإسباني.
وفي الموسم التالي احرز هدفين في أول لقاءين لليونايتد بواقع هدف في كل لقاء فسجل في لقاء امام تشيلسي على الدرع الخيرية، وهدف الفوز في لقاء برمنغهام، بالإضافة إلى فوز الفريق 5-0 على ويجان في إستاد دي دبليو في 22 أغسطس، والذي تمكن روني من خلاله أن يصل إلى الهدف رقم في تاريخه مع ناديه. كما حطم الرقم القياسي في تسجيل الأهداف خلال موسم واحد للنادي حيث وصل إلى 30 هدفا في الدوري.
وفي أكتوبر 2010 وبعد تسرب اشاعات حول إمكانية ترك روني لمانستر يونايتد، كشف النادي الإنجليزي عن أن مهاجمه واين روني قد غيّر رأيه، ووافق على توقيع عقد جديد مع النادي لمدة خمس سنوات، ما يبقيه ضمن صفوف الشياطين الحمر حتى يونيو/حزيران 2015 على أقل تقدير، وذلك بعد سلسلة من المباحثات المكثفة التي أعقبت إعلان اللاعب قبل أيام عن نيته ترك الفريق الإنجليزي. ويعتبر رونى أغنى لاعب بالدوري الإنجليزي مع ثروة تصل قيمتها إلى 45 مليون جنيه إسترليني، وضمن نادي مانشستر بقاء روني في صفوفه لمدة طويلة حيث أمن على بقاء اللاعب بعقد طويل الامد يمتد حتى عام 2021 وبراتب يعد هو الاعلى في العالم ب350 الف جنيه للاسبوع، وقدر شرط فسخ العقد مع النادي بقيمة مليار دولار في حال اراد أي فريق شراء عقد اللاعب خلال مدة العقد.

### مع المنتخب الإنجليزي

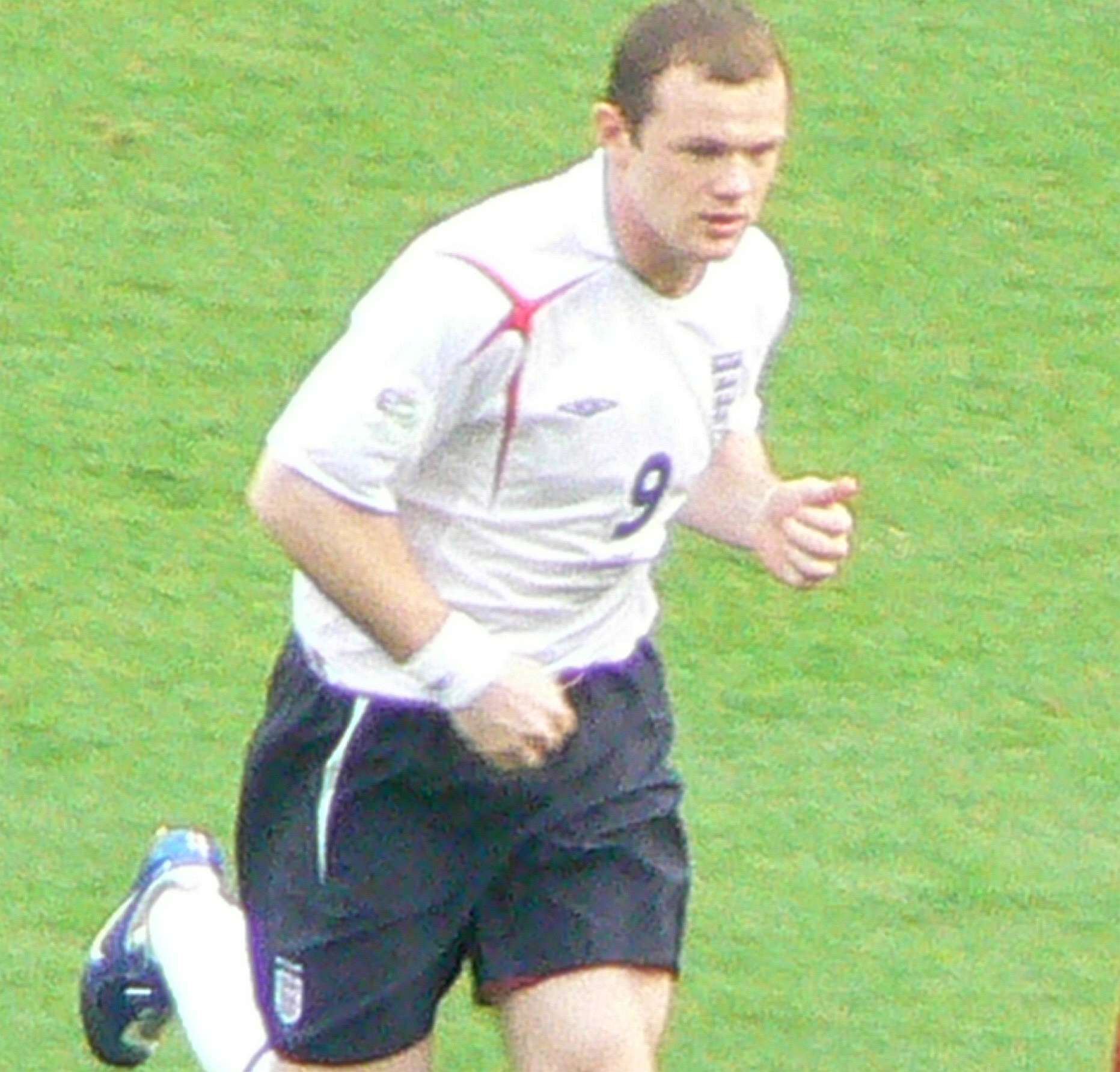
روني مع المنتخب الإنجليزي عام 2006

أصبح روني أصغر لاعب في تاريخ المنتخب الإنجليزي يلعب في الفريق، حيث شارك في أول لقاء له أمام المنتخب الأسترالي في لقاء ودي أقيم في 12 فبراير 2003، وكان روني في الـ 17 من العمر، وبنفس العمر أصبح أصغر لاعب يسجل للمنتخب الإنجليزي، لكن نجم الآرسنال ثيو والكوت كسر ذلك الرقم في يونيو 2006 فأصبحت الأفضلية لوالكوت ويعتبر الفارق بين الرقمين 36 يوماً من ناحية العمر، وأول بطولة رسمية شارك بها مع المنتخب الإنجليزي كانت بطولة كأس أوروبا 2004، حيث من خلالها أصبح أصغر هداف بتاريخ البطولة في 17 يونيو 2004، وذلك بعد أن سجل هدفين على المنتخب السويسري، وخسر روني ذلك الرقم من قبل جوهان فانلانثين بعد مرور أربعة أيام، وتعرض روني للإصابة خلال لقاء الفريق أمام المنتخب البرتغالي، وخرج الفريق بعد ذلك من البطولة بضربات الجزاء، وشارك روني في بطولة كأس العالم 2006، وكان في البداية يعاني من إصابة في قدمه الذي تعرض لها بنفس السنة في شهر إبريل، حتى استخدم بعد ذلك بعض المواد الأكسيجينة الطبية، حتى يستطيع المشاركة في البطولة، وقد شارك روني في البطولة أولاً أمام ترنيداد وتوباغو وأمام السويد أيضاً، لكنه لم يظهر بالمستوى الجيد الذي اشتهر به مع ناديه، وخسر فريقه مرة أخرى من البطولة من البرتغال، حيث يذكر بأن في اللقاء الذي ودع فيه المنتخب الإنجليزي البطولة من المنتخب البرتغالي، طرد روني بذلك اللقاء بدقيقة 62 وذلك بعد تدخل على المدافع ريكاردو كارفالهو، كما أن تشاجر مع زميله في الفريق وخصمه في الملعب آنذاك كريستيانو رونالدو، وطرد من قبل الحكم هوراكيو إليزوندو، وقد غرّم روني من قبل الاتحاد الدولي لكرة القدم بعد الحادثة.

## حياته الشخصية
قابل روني زوجته كولين روني في أول مرة خلال تواجد الإثنين في السنة الأخيرة بالمدرسة، وقد تزوجا في 13 يونيو 2008، بعد أن بدءا بالمواعدة منذ ستة سنوات، كما أنه وضع وشم كتب عليه " Just Enough Education To Perform "، وهذه إحدى كلمات فرقته المفضلة " Stereophonics "، وقد استأجر روني وزوجته الفرقة خلال مراسم حفل الزفاف. وفي إبريل من عام 2006 روني كرم بـ 100000 جنيه إسترليني من قبل صحيفة " The Sun " و" News Of The World " وقد تبرع بها للأعمال الخيرية، وبنى روني قصراً بـ 4.25 مليون جنيه إسترليني في قرية " Prestbury "، وتم بناء من قبل شركة «داون وارد» وهي زوجة نجم شيفيلد السابق أشلي وارد، كما لديه بعض الأسهم في شركة " Port Charlotte "، ويذكر بأن لدى روني كلب من نوع ماستيف الفرنسي اشتراه بـ 1250 جنيه إسترليني، ولديه عقود اعلانية مع كل من الشركات التالية : نايك وفورد (توضيح) ونوكيا وأسدا وكوكاكولا، كما لديه عقد من 2005 إلى 2008 لشركة إلكترونيك آرتس البريطانية للألعاب الإلكترونية التي تنتج لعبة فيفا، وفي 9 من مارس 2006 روني وقع على أكبر كتاب رياضي نشر في التاريخ مع هاربر كولينس، والذي حصل من خلاله على 5 ملايين وقد يحصل على المزيد في السنوات القادمة، والآن روني قد انجب طفلين هما كاي وكلاي (ولد في شهر 5 ,2013).

## الإنجازات

### الجماعية
- الدوري الإنجليزي الممتاز (5): 2006–07, 2007–08, 2008–09, 2010–11, 2012–13
- كأس الاتحاد الإنجليزي (1): 2015–16
- كأس رابطة الأندية الإنجليزية المحترفة (3): 2005–06, 2009–10, 2016–17
- درع الاتحاد الإنجليزي لكرة القدم (4): 2007, 2010, 2011, 2016
- دوري أبطال أوروبا (1): 2007–08
- الدوري الأوروبي (1): 2016–17
- كأس العالم للأندية لكرة القدم (1): 2008

### الفردية
- أفضل لاعب شاب بحسب شبكة BBC في السنة : 2002
- التشكيلة المثالية في بطولة كأس أوروبا : 2004
- أفضل لاعب شاب من قبل المنظمة FIFA PRO عام : 2004/2005
- التشكيلة المثالية في الدوري الإنجليزي : 2005/2006 - 2008\2009 - 2009\2010 - 2010\2011
- أفضل لاعب من «السير مات بوسبي»: 2005/2006 -2009\2010
- أفضل لاعب شاب في الدوري الإنجليزي : 2004/2005 - 2005/2006
- أفضل لاعب في الدوري الإنجليزي من قبل الجماهير:2005\2006 - 2009\2010
- أفضل لاعب بالشهر في الدوري الإنجليزي : فبراير 2005 - ديسمبر 2005 - مارس 2006 - نوفمبر 2007-أبريل 2008

مارس 2008-ديسمبر2009-نوفمبر2009-ديسمبر2009-يناير2009-نوفمبر2010-يناير2010-فبراير2010-فيراير2011-فبراير2011
- أفضل لاعب في بطولة كأس العالم للأندية : 2008
- الهداف التاريخي لمنتخب إنجلترا
- الهداف التاريخي لفريق مانشستر يونايتد ب 250 هدف

## وصلات خارجية
- واين روني على موقع الاتحاد الدولي (مؤرشف)  (الإنجليزية)
- واين روني على موقع الاتحاد الأوربي (الإنجليزية)
- واين روني على موقع الدوري الأمريكي (الإنجليزية)
- واين روني على موقع قاعدة بيانات كرة القدم.إي يو (الإنجليزية)
- واين روني على موقع بيانات كرة القدم. دي إي (الألمانية)
- واين روني على موقع ليكيب (الفرنسية)
- واين روني على موقع ناشيونال فوتبول تيمز (الإنجليزية)
- واين روني على موقع Soccerbase.com (لاعب) (الإنجليزية)
- واين روني على موقع Soccerway.com (الإنجليزية)
- واين روني على موقع عالم كرة القدم.نت (الإنجليزية)
- بروفايل واين روني مان يونايتد.كوم
- بروفايل البريميرليغ